# Tôi và anti-fan kết hôn
Tôi và antifan kết hôn (tiếng Hàn: 그래서 나는 안티팬과 결혼했다; Romaja: Geuraeseo Naneun Antipaen-gwa Gyeolhonhaetda; Tiếng Anh: So I Married the Anti-fan) là một bộ phim truyền hình trực tuyến Hàn Quốc phát hành năm 2021 với sự tham gia của Choi Tae-joon, Choi Soo-young, Hwang Chan-sung, Han Ji-an và Kim Min-kyu. Phim dựa trên tiểu thuyết cùng tên năm 2010 đã được dựng thành truyện tranh và trước đó cũng đã được chuyển thể thành phim Trung Quốc. Phim được phát sóng bắt đầu từ ngày 30 tháng 4 đến ngày 19 tháng 6 năm 2021 trên Naver TV, với việc phát sóng đồng thời qua V Live và các nền tảng toàn cầu iQIYI, Viki và Amazon Prime Video.

## Tóm tắt
Mối tình lãng mạn giữa ngôi sao K-pop hàng đầu Hoo Joon (Choi Tae-joon) và phóng viên tạp chí Lee Geun Young (Choi Soo-young), cũng là anti-fan của anh, vô tình phải sống cùng nhau và mở ra một chuyện tình lãng mạn hấp dẫn.

## Dàn diễn viên

### Nhân vật chính
- Choi Tae-joon trong vai Hoo Joon

Một siêu sao nổi tiếng thế giới. Khác với phong thái lạnh lùng, anh là một người trong sáng, mang nỗi đau của mối tình đầu.
- Choi Soo-young trong vai Lee Geun-young

Một phóng viên tạp chí trở thành "Anti-fan số 1" của Joon sau khi cuộc đời của cô ấy bị hủy hoại vì anh ta.
- Hwang Chan-sung trong vai JJ / Choi Jae-joon

Một chaebol và là Giám đốc điều hành của một công ty giải trí.
- Han Ji-an trong vai Oh In-hyung

Một ca sĩ đang lên.
- Kim Min-kyu trong vai Go Soo-hwan

Bạn của Geun-young là một nhiếp ảnh gia.

### Nhân vật phụ
- Kim Sun-hyuk trong vai Seo Ji-hyang

Quản lý của Joon, người chăm sóc anh ấy như một người em trai thực sự.
- Kim Ha-kyung trong vai Shin Mi-jung

Bạn thân nhất của Geun-young từ thời tiểu học.
- Dong Hyun-bae trong vai Han Jae-won

Một nhà sản xuất chương trình truyền hình.
- Im Do-yoon trong vai Noh Do-yoon [9]
- Baek Seung-heon trong vai Shin-hyung

Bạn trai lâu năm của Mi-jung.
- Ji Ho-sung trong vai Kang Ji-hyuk

Người đàn em của Joon, người luôn tin tưởng và theo dõi anh như chính anh trai của mình.
- Kim Hyung-min trong vai Roy Ahn

Bạn trai cũ của Geun-young là một đầu bếp.
- Kim Min-kyo trong vai CEO của công ty quản lý của Joon, Shooting Star.[12]
- Yoo Seo-jin trong vai Moon-hee, tổng biên tập của công ty Geun-young [13]
- Song Chae-yoon trong vai Cha Yu-ri

Người hâm mộ lớn nhất của Joon trong câu lạc bộ người hâm mộ của anh ấy.
- Park Dong-bin trong vai Jo Hae-yoon [15]

### Xuất hiện đặc biệt
- Song Ji-eun trong vai một tiếp viên hàng không [16]
- Sung Hoon trong vai Choi Jae-hee, anh trai của JJ
- Jeon So-min trong vai Kim Da-hyun (tập 11) [17]

## Sản xuất
Tôi và antifan kết hôn là một bộ truyện được sản xuất trước đó. Buổi họp báo kịch bản đầu tiên của dàn diễn viên được tổ chức vào ngày 20/8/2018 và quá trình quay phim bắt đầu cùng tháng.
Việc phát hành bộ truyện đã bị trì hoãn trong ba năm do những khó khăn trong việc tìm kiếm một đài truyền hình để phát sóng. Thêm vào đó, hai nam chính Choi Tae-joon và Hwang Chan-sung đã bắt đầu thực hiện nghĩa vụ quân sự không lâu sau khi kết thúc quá trình quay phim, vì vậy sẽ xảy ra nhiều khó khăn trong các hoạt động quảng bá phim mà không có họ.